# Dispositiu Braille

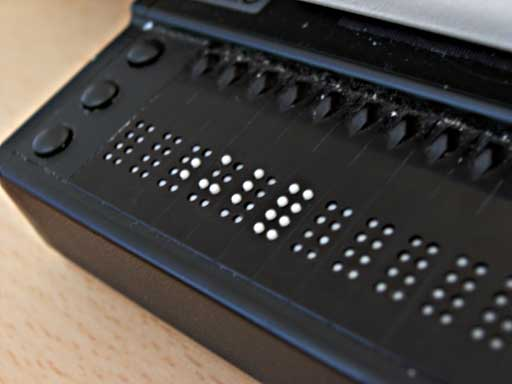
Un d'aquests dispositius Braille.

Sota el nom dispositiu braille (electrònic) s'hi emmarca qualsevol aparell electrònic que serveixi per a la interpretació o generació de sistema braille, tant de forma física com virtual. Es poden distingir els següents dispositius:
- Línies braille.
- Teclats braille.
- Impressores braille.

Els dispositius braille solen ser utilitzats com a perifèrics externs d'un ordinador o d'una PDA.També poden anar embeguts en un altre dispositiu. Per exemple una impressora braille pot portar incorporada una línia braille per al seu ús per persones amb discapacitat visual.

## Línia Braille
Una línia Braille és un dispositiu Braille que està basat en un mecanisme electro-mecànic capaç de representar caràcters Braille mitjançant l'elevació de punts a través d'una superfície plana amb forats fets a aquest efecte.
A causa de la complexitat i elevat cost d'aquests dispositius, només solen tenir 20, 40 o 80 cel·les. També solen disposar de botons per desplaçar i parar el text o realitzar altres funcions especials. En alguns models la posició del cursor es representa per la vibració dels punts i en molts d'ells existeix un botó per cada cel·la per portar el cursor a aquesta posició associada.

## Programari per a cecs
Tiflobuntu és la versió de la distribució Ubuntu per a persones cegues i amb visió reduïda.